# Campeonato Paulista 1976
In 1976 werd het 75ste Campeonato Paulista gespeeld voor voetbalclubs uit de Braziliaanse staat São Paulo. De competitie werd georganiseerd door de FPF en werd gespeeld van 22 februari tot 18 augustus. Palmeiras werd kampioen. 

## Eerste toernooi

### Groep A
| Plaats | Club             | Wed. | W | G | V | Saldo | Ptn. |
| ------ | ---------------- | ---- | - | - | - | ----- | ---- |
| 1.     | São Paulo        | 17   | 9 | 5 | 3 | 24:10 | 23   |
| 2.     | Portuguesa       | 17   | 9 | 2 | 6 | 28:21 | 20   |
| 3.     | XV de Piracicaba | 17   | 3 | 9 | 5 | 15:17 | 15   |
| 4.     | São Bento        | 17   | 6 | 2 | 9 | 10:19 | 14   |
| 5.     | Comercial        | 17   | 4 | 6 | 7 | 13:17 | 14   |
| 6.     | Paulista         | 17   | 2 | 6 | 9 | 7:18  | 10   |

|  | Gekwalificeerd voor tweede toernooi |

### Groep B
| Plaats | Club        | Wed. | W  | G | V  | Saldo | Ptn. |
| ------ | ----------- | ---- | -- | - | -- | ----- | ---- |
| 1.     | Guarani     | 17   | 10 | 6 | 1  | 30:12 | 26   |
| 2.     | Corinthians | 17   | 10 | 4 | 3  | 29:9  | 24   |
| 3.     | Ferroviária | 17   | 6  | 5 | 6  | 21:15 | 17   |
| 4.     | Botafogo    | 17   | 4  | 5 | 8  | 21:21 | 13   |
| 5.     | Juventus    | 17   | 4  | 5 | 8  | 12:23 | 13   |
| 6.     | Marília     | 17   | 0  | 5 | 12 | 9:31  | 5    |

|  | Gekwalificeerd voor tweede toernooi |

### Groep C
| Plaats | Club                | Wed. | W  | G | V  | Saldo | Ptn. |
| ------ | ------------------- | ---- | -- | - | -- | ----- | ---- |
| 1.     | Palmeiras           | 17   | 9  | 7 | 1  | 24:12 | 25   |
| 2.     | Ponte Preta         | 17   | 10 | 2 | 5  | 20:10 | 22   |
| 3.     | América             | 17   | 8  | 5 | 4  | 20:18 | 21   |
| 4.     | Noroeste            | 17   | 6  | 6 | 5  | 17:14 | 18   |
| 5.     | Santos              | 17   | 6  | 5 | 6  | 15:16 | 17   |
| 6.     | Portuguesa Santista | 17   | 2  | 5 | 10 | 9:41  | 9    |

|  | Gekwalificeerd voor tweede toernooi |

## Tweede toernooi
| Plaats | Club             | Wed. | W | G | V | Saldo | Ptn. |
| ------ | ---------------- | ---- | - | - | - | ----- | ---- |
| 1.     | Palmeiras        | 11   | 8 | 3 | 0 | 15:6  | 19   |
| 2.     | XV de Piracicaba | 11   | 5 | 4 | 2 | 11:8  | 14   |
| 3.     | Guarani          | 11   | 2 | 8 | 1 | 9:8   | 13   |
| 4.     | Botafogo         | 11   | 4 | 4 | 3 | 12:9  | 12   |
| 5.     | América          | 11   | 3 | 6 | 2 | 8:6   | 12   |
| 6.     | Ponte Preta      | 11   | 4 | 3 | 4 | 10:7  | 11   |
| 7.     | São Paulo        | 11   | 3 | 5 | 3 | 15:8  | 11   |
| 8.     | Portuguesa       | 11   | 3 | 5 | 3 | 10:12 | 11   |
| 9.     | Noroeste         | 11   | 3 | 3 | 5 | 8:13  | 9    |
| 10.    | São Bento        | 11   | 3 | 3 | 5 | 7:12  | 9    |
| 11.    | Corinthians      | 11   | 3 | 1 | 7 | 6:13  | 7    |
| 12.    | Ferroviária      | 11   | 2 | 1 | 8 | 7:16  | 5    |

|  | Kampioen |

## Kampioen
| Campeonato Paulista de 1976    |
| São Paulo                      |
| ------------------------------ |
| PALMEIRAS Kampioen (18° titel) |